# Siedliszcze (gmina)
Siedliszcze – gmina miejsko-wiejska w województwie lubelskim, w powiecie chełmskim. W latach 1975–1998 gmina położona była w województwie chełmskim.
Siedziba gminy to Siedliszcze.
Według danych z 30 czerwca 2004 gminę zamieszkiwało 7107 osób.

## Położenie i ukształtowanie terenu
Gmina położona jest na Polesiu Wołyńskim, w obrębie dwóch mniejszych jednostek geograficznych zwanych mezoregionami, są to: Obniżenie Dorohuckie i Pagóry Chełmskie. Zachodnia część gminy znajdująca się w obrębie Obniżenia Dorohuckiego charakteryzuje się równinnym krajobrazem z rozległymi torfowiskami.Na jej terenie znajdują się również ubogie gleby typu bielicowego. Gdzieniegdzie rzeźba terenu przechodzi w niewysokie wzniesienia, maksymalnie do 182 m n.p.m. Bardziej urozmaicona pod względem krajobrazowym jest przeciwstawna część gminy, czyli wschodnia. Jest ona zaliczona do Pagórów Chełmskich. Występują tu liczne wzgórza kredowe, które są znacznie wyższe od zlokalizowanych na części zachodniej, tj. od 180 do 233 m n.p.m. Można tu znaleźć także zagłębienia najczęściej wypełnione torfami.

## Historia
Przeszłość Siedliszcza sięga zamierzchłych czasów. Sama nazwa „Siedliszcze” jest pochodzenia antropologicznego i znaczy tyle, co „osiedlać się”. Ta starosłowiańska nazwa świadczy o tym, że tereny te były zasiedlane przez ludność słowiańską od najdawniejszych czasów. Użycie końcówki „-szcze”, która jest sufiksem powodującym zgrubienie nazwy, może świadczyć o rozległości ówczesnego osiedla.

### Prehistoria
Badania znalezisk archeologicznych z Siedliszcza i okolic świadczą o dawności osadnictwa w tej okolicy, które sięga IV okresu epoki brązu, tj. około 1000 lat przed naszą erą. Wiele światła na tamte zamierzchłe czasy rzuciły prace archeologiczne prowadzone na terenie Siedliszcza w 1967 roku. Stwierdzono wówczas ślady kultury łużyckiej w postaci ciałopalnego cmentarzyska, na jakie natrafiono na północny zachód od osady, przy szosie prowadzącej do Woli Korybutowej. Wspomniane cmentarzysko usytuowane jest na północnym stoku niewielkiego piaszczystego wzgórza, spadającego ku niegdyś zabagnionej dolinie. Obiekt ten odkryto w 1965 roku, kiedy to przy kopaniu piasku dla celów gospodarczych, na głębokości 40–60 cm, natrafiono na ciemne wypełnisko jamy, a w nim na fragmenty popielnicy. Przeprowadzone prace archeologiczne ujawniły 20 grobów jamowych kultury łużyckiej, w których znaleziono różne przedmioty, jak np. fragmenty trwałej formy
odlewniczej, służącej do produkcji noża lub sierpa oraz szpili.

### Wiek XV
Po raz pierwszy nazwa „Siedliszcze” występuje w roku 1421, kiedy to została ona wymieniona w akcie erekcyjnym parafii Pawłów (dawna nazwa Łyszcz) w następujących okolicznościach: biskup chełmski, Jan Biskupiec (1417–1452), erygował i uposażył 6 kwietnia 1421 roku kościół parafialny we wsi Łyszcz, która z nadania króla Władysława Jagiełły należała w roku 1419 do dóbr stołowych biskupstwa chełmskiego. Do nowo utworzonej parafii przyłączył wsie: Łyszcz, Siedliszki, Krasne, Hruszów, Stajne, Wyczółków, Kobyle, Rybie, Żulin, Liszno, Kanie, Chojno Stare i Nowe, dwie Mogielnice, dwie Święcice, Busówno, Olchowiec, Bezko, Krzywowole i Cyców oraz Siedliszcze z Janowicą. Przy tej okazji dowiadujemy się o istnieniu w tym czasie szeregu wsi między innymi z okolic Siedliszcza, co świadczy o ich wiekowej historii.
Przywileje królewskie w XV i w XVII wieku wspominają Siedliszcze i jego właścicieli. Stare dokumenty z 1443 roku stwierdzają, iż jednym z trzech fundatorów kościoła w Swierżach nad Bugiem jest Maciej z Siedliszcza – sędzia ziemi chełmskiej. Wspomina się też, że pierwsza cerkiew istniała w Siedliszczu przed rokiem 1510. Słownik Królestwa Polskiego podaje: „Siedliszcze, miasteczko w powiecie chełmskim. W roku 1564 istnieją wsie Siedliszcze Korybutowe wraz z Janowicą i Siedliszcze Episkopales należą do parafii Pawłów, płacą od 13 łanów, 12 zagrodników, 2 rzemieślników, 3 rybaków”.
Od drugiej połowy XV wieku aż do czasów i rozbioru Polski (1772) Siedliszcze znajdowało się na terenie Ziemi Chełmskiej, administracyjnego odpowiednika województwa, na jakie dzielił się wówczas cały obszar Rzeczypospolitej. Natomiast według podziału geograficznego była to prowincja Małopolska. Po II rozbiorze Polski Siedliszcze znalazło się w granicach nowo utworzonego województwa chełmskiego. W wyniku III rozbioru (1795) tereny te zostały opanowane przez Austrię, która nadała im nazwę Galicji Zachodniej. Administracyjnie prowincja ta składała się z 6 cyrkułów, z których jeden miał siedzibę w Chełmie. W czasach Księstwa Warszawskiego (1807–1815) Siedliszcze należało do powiatu chełmskiego, departamentu lubelskiego. W Królestwie Polskim (1815–1830) okolica ta wchodziła w skład powiatu chełmskiego, obwodu krasnostawskiego, województwa lubelskiego. Po likwidacji obwodów, w latach 1837–1842, Siedliszcze znalazło się w obrębie powiatu krasnostawskiego. Po powstaniu styczniowym (1863–1864), kiedy władze carskie dokonały nowego podziału administracyjnego, Siedliszcze znalazło się ponownie w powiecie chełmskim jako siedziba gminy wiejskiej.

## Struktura powierzchni
Według danych z roku 2002 gmina Siedliszcze ma obszar 153,9 km², w tym:
- użytki rolne: 85%
- użytki leśne: 3%

Gmina stanowi 8,65% powierzchni powiatu.

## Demografia

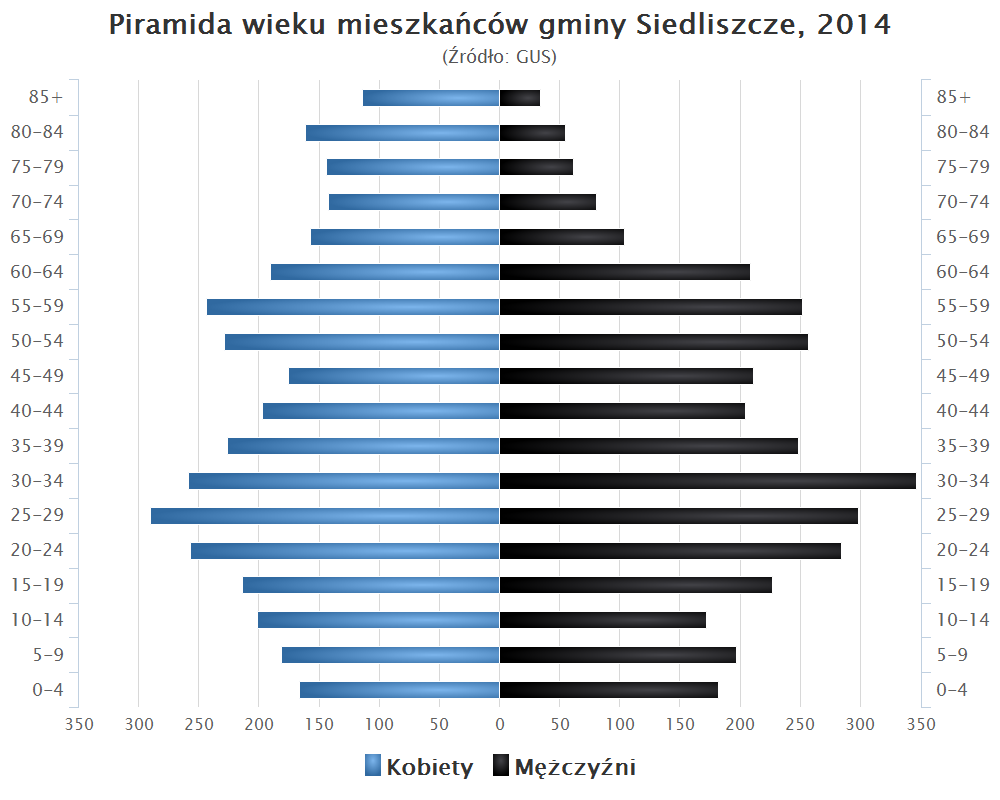
Piramida wieku mieszkańców gminy Siedliszcze w 2014 roku

Dane z 30 czerwca 2004:
| Opis                              | Ogółem | Ogółem | Kobiety | Kobiety | Mężczyźni | Mężczyźni |
| --------------------------------- | ------ | ------ | ------- | ------- | --------- | --------- |
| jednostka                         | osób   | %      | osób    | %       | osób      | %         |
| populacja                         | 7107   | 100    | 3596    | 50,6    | 3511      | 49,4      |
| gęstość zaludnienia (mieszk./km²) | 46,2   | 46,2   | 23,4    | 23,4    | 22,8      | 22,8      |

## Sołectwa
Adolfin (+Jankowice, Julianów),  Anusin, Bezek, Bezek-Kolonia, Bezek Dębiński, Brzeziny, Chojeniec, Chojeniec-Kolonia, Dobromyśl (+Zabitek), Kamionka, Krowica, Kulik, Kulik-Kolonia, Lechówka, Lipówki, Majdan Zahorodyński, Marynin, Mogilnica, Chojno Nowe Pierwsze, Chojno Nowe Drugie, Romanówka (+Wojciechów), Siedliszcze-Kolonia (+Janowica), Stare Chojno, Stasin Dolny, Wola Korybutowa Pierwsza, Wola Korybutowa Druga, Wola Korybutowa-Kolonia.

## Pozostałe miejscowości
Borowo, Dworki, Gliny, Jankowice, Janowica, Julianów, Siedliszcze-Osada, Wojciechów, Zabitek

## Sąsiednie gminy
Chełm, Cyców, Milejów, Puchaczów, Rejowiec Fabryczny, Trawniki, Wierzbica

## Miasta partnerskie
- Kuśniszcze  Ukraina